# Monte Grauson
Il Monte Grauson (pron. francese Grosòn - AFI: [ɡʁozɔ̃]; è presente l'ortografia omofona Groson) (3.240 m s.l.m. - detto anche Tour Grauson) è una montagna della Catena Emilius-Tersiva nelle Alpi Graie. Si trova in Valle d'Aosta.

## Caratteristiche
La montagna si trova alla testata del Vallone di Grauson e non lontano dalla Punta Garin.